# کتاب بیان

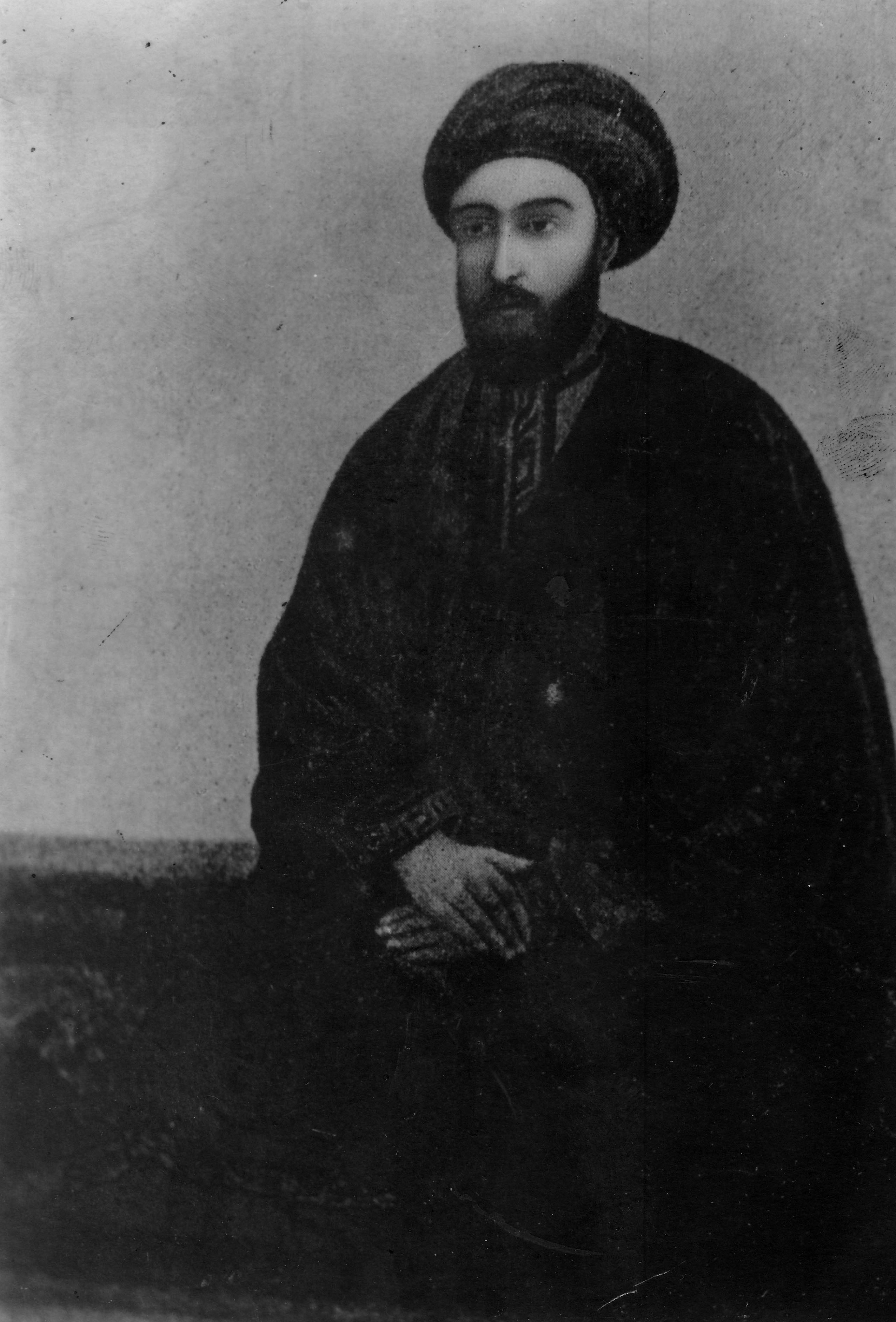
سید علی‌محمد شیرازی مشهور به باب

کتاب بیان یکی از آثار سید علی‌محمد شیرازی مشهور به «باب» است که ام‌الکتاب در دیانت بیان (بابیه) به حساب می‌آید. جملات کتاب بیان مشتمل بر تعالیم اخلاقی و اجتماعی دیانت بیان است.

## بیان فارسی و بیان عربی
کتاب بیان فارسی مخزن عمدهٔ عقاید دینی و احکام دور بابی است و کتاب بیان عربی محتویاتش با بیان فارسی مطابق، ولی مختصرتر است. کتاب بیان فارسی توضیح مفصل‌تری است بر بیان عربی.

## فهرست‌بندی
سید علی‌محمد باب کتاب بیان را به ۳۶۱ باب (۱۹ واحد و هر واحد ۱۹ باب) یا به اصطلاح «عدد کلّشی» بخش کرده‌است. که در همین منوال در مقدمهٔ کتاب گفته‌است: «و به عین یقین نظر کن که ابواب دین بیان مترتب گشته به عدد کلّشی»
کتاب بیان فارسی تا آخر باب دهم از واحد نهم و کتاب بیان عربی تا باب نوزدهم از واحد یازدهم است. بهائیان معتقدند علت اتمام نیافتن ۳۶۱ باب بیان فارسی و همچنین بیان عربی، نشان دادن نزدیکی ظهور «مَن‌یُظهره‌الله»، موعود کتاب بیان است.

## کتاب بیان فارسی
کتاب بیان فارسی بزرگ‌ترین اثر تشریعی باب است. اما پیش از آن‌که مجموعه‌ای از قواعد و اصول حقوقی و جزائی دیانت بیان محسوب گردد، کتاب مدح «مَن‌یُظهره‌الله» است، مَن‌یُظهره‌الله لقب موعود دیانت بابی است و به معنی کسی که خداوند او را ظاهر می‌سازد است. عنوان «مَن‌یُظهره‌الله» و عناوین مشابه آن بیش از دویست و هشتاد بار در متن بیان فارسی آمده‌است. این کتاب بارها به تصریح و تلویح بر نزدیکی ظهور موعود بیان ازجمله در باب مستغاث (باب دهم از واحد هفتم) تأکید می‌کند. به‌طور دقیق‌تر باب برای ظهور موعود بیان به سال نُه و سال نوزده اشاره می‌کند. با این حال گروه اندکی از بابیان ظهور «مَن‌یُظهره‌الله» را در آینده‌ای دور و بعد از جهانی شدن آیین باب می‌دانند. به گفتهٔ محمدعلی ناظم‌الشریعه، باب در ماکو تعالیم نقطویه را آموخت و آن‌ها را مستقیماً در کتاب بیان وارد کرد. گرچه این قضیه ثابت نشده‌است، اما شباهت‌های غیرقابل انکاری بین نقطویه و بابیه وجود دارد: باورهایی در مورد انتقال روح، افراط در تأویل قرآن و احادیث، ادعای نسخ شریعت اسلام، و علاقهٔ شدید به عدد ۱۹.
اهمیت «مَن‌یُظهره‌الله» در آثار باب به اندازه‌ای است که او نتیجه و ثمرهٔ آیین خود را شناسایی و ایمان به او می‌داند. وی از پیروان خود می‌خواهد ایمان خود را به تصدیق هیچ‌کس، حتی واحدِ اولِ بیان (هجده حواری اولیهٔ آیین بیان و خود باب)، مشروط نکنند و موعود بیان را با استقلال کامل فکری از آثار و صفات خود او بشناسند و نه از اشاره و دلالت دیگران. باب همچنین پیروانش را برحذر می‌دارد که مبادا مانند ادیان قبل که با استدلال به کتاب آسمانی خود از ایمان به پیامبر بعدی محروم شدند با استدلال به آثار باب از ایمان به «مَن‌یُظهره‌الله» محروم شوند.
در کتاب بیان فارسی از عظمت و جلال حضرت الوهیت و امتناع عرفان ذات ربوبیت، مقام ولایت مشیت اولیه در هر ظهور، استمرار ابدی نزول وحی الهی در ادوار مختلف، قائمیت و مظهریت و مبشریت باب، نزدیکی ظهور «مَن‌یُظهره‌الله» موعود، معنای اصطلاحاتی چون قیامت، نار، جنت، معاد، رجعت، صراط، میزان، ساعت، یوم، دینونت، موت و حیات در یوم آخرت، اصول عالیهٔ اخلاقیهٔ چون عفت، عصمت، تقوی، وفا، امانت، محبت به خلق و بسیاری از قواعد عبادتی، حقوقی و جزایی سخن به میان رفته‌است. شوقی افندی در کتاب God passes by (خدا می‌گذرد) در توصیف کتاب بیان فارسی، آن را گنجینه‌ای دانسته‌است که در مرتبهٔ اول به توصیف و تمجید موعود بیان «مَن‌یُظهره‌الله» پرداخته‌است و آن را مجموعه‌ای از سنن و احکامی که برای هدایت مستمر نسل‌های بعد باشد، ندانسته‌است و به نوعی بر این تفسیر که کتاب بیان در تمامی مطالب خود نزدیکی ظهور موعود یا همان «مَن‌یُظهره‌الله» را بشارت می‌دهد، تأیید می‌کند.

## فرازهایی از کتاب بیان فارسی
در بیان هیچ عبادتی نزد خداوند محبوب‌تر نبوده از نفعِ نفسی بنفسی اگرچه بادخال سروری در قلبی باشد و هیچ عملی اَبعدتر نبوده بضُرّ نفسی نفسی را اگرچه بادخال حزنی در قلب او باشد…
و عبادت کن خدا را بشأنی که اگر جزای عبادت تو را در نار برد تغییری در پرستش تو او را بهم نرسد و اگر در جنّت برد همچنین زیرا که این است شأن استحقاق عبادت مر خدا را وحده. و اگر از خوف عبادت کنی لایق بساط قدس الهی نبوده و نیست و حکم توحید نمی‌شود در حقّ تو و همچنین اگر نظر در جنّت کنی و برجاء آن عبادت کنی شریک گردانیدهٔ خلق خدا را با او اگر چه خلق محبوب او است که جنّت باشد زیرا که نار و جنّت هر دو عابدند خدا را و ساجدند از برای او و آنچه سزاوار است ذات او را عبادت او است باستحقاق بلا خوف از نار و رجاء در جنّت اگر چه بعد از تحقّق عبادت عابد محفوظ از نار و در جنّت رضای او بوده و هست ولی سبب نفس عبادت نگردد که آن در مقام خود از فضل وجود حقّ بر آنچه حکمت الهیّه مقتضی شده جاری می‌گردد…
واحبّ صلوة صلوتی است که از روی روح و ریحان شود و تطویل محبوب نبوده و نیست و هرچه مجرّد و جوهرتر باشد عندالله محبوب‌تر بوده و هست…
هیچ جنّتی از نفس عمل باوامر الله اعلی‌تر نبوده نزد موحّدین و هیچ ناری اشدّ از تجاوز از حدود الله و تعدّی نفسی بر نفسی نبوده اگر چه بقدر خردلی باشد در نزد عالمین بالله و آیات او و الله یفصل یوم القیمة بین الکلّ بالحقّ و انّا کلّ من فضله سائلون…
و خداوند در بیان دوست نمی‌دارد که شاهد شود بر نفسی دون روح و ریحان را و دوست می‌دارد که کلّ با منتهای طهارت معنوی و صوری در هر حال باشند که نفوس ایشان از خود ایشان کره نداشته باشد چگونه و دیگری…
و خداوند عالم هیچ نبیّ را مبعوث نفرموده و هیچ کتابی را نازل نفرموده مگر از کلّ اخذ عهد از ایمان بظهور بعد و کتاب بعد گرفته زیرا که از برای فیض او تعطیل و حدّی نبوده…
قسم بذات اقدس الهی جلّ وعزّ که در یوم ظهور مَن‌یُظهره‌الله اگر کسی یک آیه از او شنود و تلاوت کند بهتر است از آنکه هزار مرتبه بیان را تلاوت کند…
قیامت بیان در ظهور مَن‌یُظهره‌الله است زیرا که امروز بیان در مقام نطفه است و در اوّل ظهور مَن‌یُظهره‌الله آخر کمال بیان است ظاهر می‌شود که ثمرات اشجاری که غرس کرده بچیند…

## کتاب بیان عربی
کتاب بیان عربی در ماکو توسط باب نوشته شده‌است. تنها عباراتی از باب اول از واحد اول به فارسی است. بیان عربی گاه در آثار باب کتاب جزآء نیز نامیده شده‌است.

## ترجمه به زبان‌های دیگر
زبان فرانسوی
نسخ خطی متعددی از بیان فارسی نزد افراد و در برخی از کتابخانه‌های معروف جهان موجود است. اما نسخهٔ بسیار مهم و معتمد به خط سید حسین یزدی کاتب است که هم‌اکنون در دارالآثار بین‌المللی در مرکز جهانی بهائیان در حیفا نگهداری می‌شود. کتاب بیان فارسی در ۳۲۸ صفحه توسط ازلیان در ایران به‌طبع رسیده‌است. گوبینو پژوهشگر فرانسوی بخش‌هایی از کتاب بیان فارسی را به فرانسوی ترجمه کرده‌است، اما تمام متن این کتاب به همت نیکلای فرانسوی و کمک عزیزالله مصباح به فرانسوی ترجمه گردیده‌است.
زبان انگلیسی
ادوارد براون شرق‌شناس، قسمت‌هایی از کتاب بیان فارسی را به زبان انگلیسی ترجمه کرده‌است و فهرستی از مطالب موجود در آن نیز در سال ۱۸۸۹ میلادی تهیه کرده‌است. البته با توجه به عدم آشنایی کامل او با مسائل عرفانی موجود در آیات باب، ترجمهٔ او دارای ایرادات بسیار است.